# Кампезе Ма'афу
Кампезе Ма'афу (енгл. Campese Ma'afu; 19. децембар 1984) професионални је фиџијански рагбиста и репрезентативац, који тренутно игра за француског друголигаша Провинс рагби. Рођен је у Сиднеју, а његов старији брат Салеси се определио да игра за Аустралију. Његов млађи брат Апакука игра за Тонгу. У тест мечу 2010. играли су браћа један против другог, када су играли Аустралија и Фиџи. Најбољи тим у којем је до сада играо је Кардиф, а за репрезентацију Фиџија је постигао 2 есеја у 39 мечева.